# A Través de Flandes
A Través de Flandes (oficialmente Dwars door Vlaanderen) es una carrera ciclista profesional realizada anualmente en la región de Flandes, en Bélgica.
Se disputa en una sola etapa, con el formato de clásica, durante el mes de marzo. Originalmente llamado A Través de Bélgica, se disputa desde 1945 ininterrumpidamente, excepto en 1971, que no se disputó. Desde la creación de los Circuitos Continentales UCI en 2005 formó parte del UCI Europe Tour primero dentro de la categoría 1.1 y después, desde 2013 hasta 2016, dentro de la 1.HC (máxima categoría de estos circuitos). En 2017 ascendió de categoría y pasó a formar parte del UCI WorldTour.
En 2012 se creó una edición femenina amateur con el mismo nombre que su homónima masculina hasta que en 2014 se llamó oficialmente Dwars door Vlaanderen-Grote Prijs Stad Waregem y en 2017 entró a formar parte del Calendario UCI Femenino bajo categoría 1.1.
Tradicionalmente toma la salida en la localidad de Roeselare y tiene la meta situada en Waregem. Es una prueba dura debido a los constantes tramos de pavé que comparte con otras carreras, como el Tour de Flandes.

## Palmarés

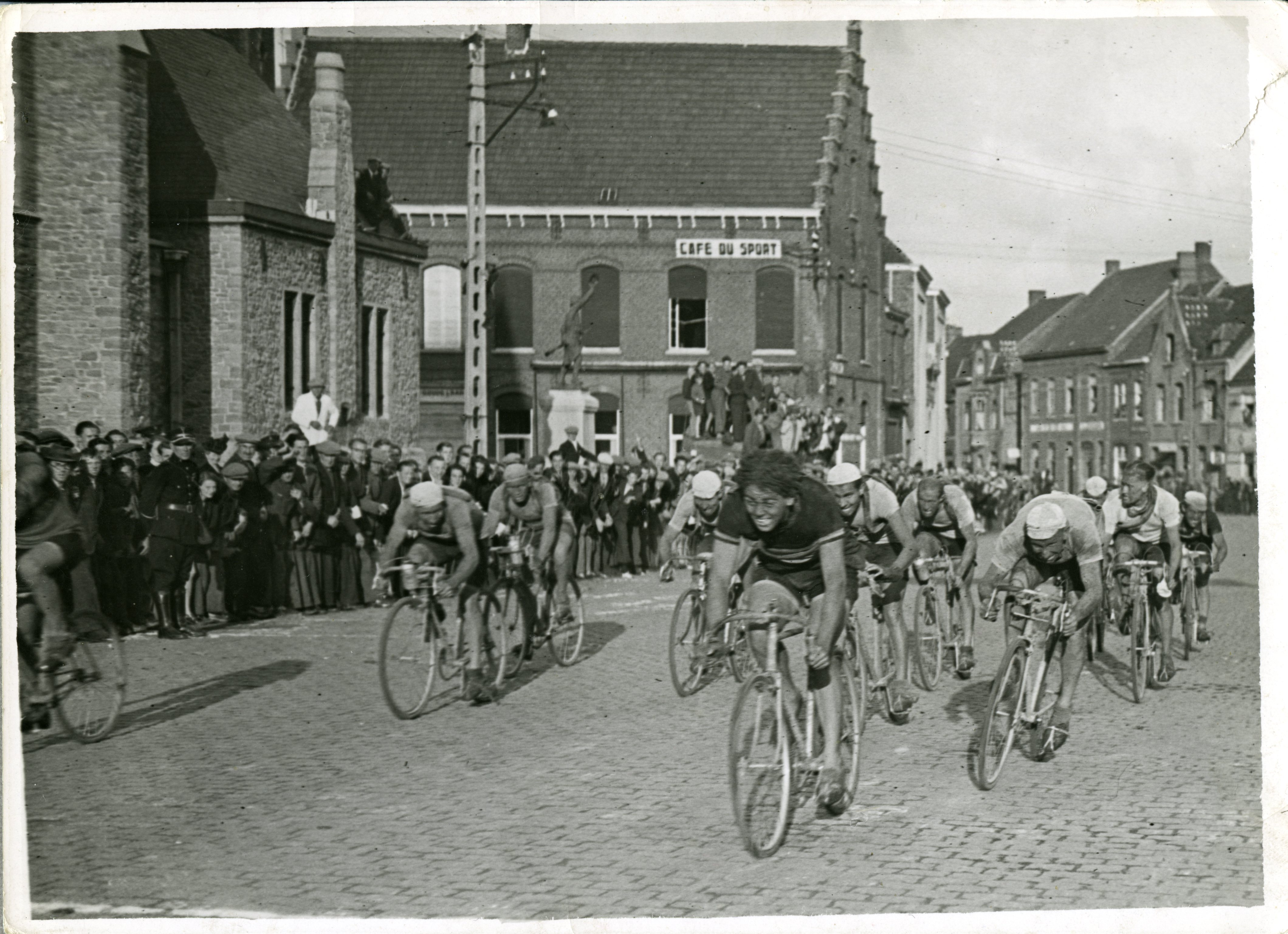
Rik Van Steenbergen ganando el primer A Través de Bélgica, 1945

| Año                       | Ganador                | Segundo                | Tercero                  |           |
| ------------------------- | ---------------------- | ---------------------- | ------------------------ | --------- |
| 1945                      | Rik Van Steenbergen    | Albéric Schotte        | Norbert Callens          |           |
| 1946                      | Maurice Desimpelaere   | Norbert Callens        | Albéric Schotte          |           |
| 1947                      | Albert Sercu           | Julien Van Dijcke      | Émile Masson junior      |           |
| 1948                      | André Rosseel          | Florent Mathieu        | Roger Desmet             |           |
| 1949                      | Raymond Impanis        | Lionel Van Brabant     | Maurice Mollin           |           |
| 1950                      | André Rosseel          | Emiel Van der Veken    | Jules Depoorter          |           |
| 1951                      | Raymond Impanis        | Marcel Hendrickx       | André Rosseel            |           |
| 1952                      | André Maelbrancke      | Lode Wouters           | Karel De Baere           |           |
| 1953                      | Albéric Schotte        | Adrie Voorting         | Marcel De Mulder         |           |
| 1954                      | Germain Derycke        | Albéric Schotte        | Florent Rondelé          |           |
| 1955                      | Albéric Schotte        | Fred de Bruyne         | Alfons Vandenbrande      |           |
| 1956                      | Lucien Demunster       | Frans Schoubben        | André Rosseel            |           |
| 1957                      | Noël Foré              | Michel Van Aerde       | André Noyelle            |           |
| 1958                      | André Vlaeyen          | Norbert Van Tieghem    | Ernest Heyvaert          |           |
| 1959                      | Roger Baens            | Louis Proost           | Albéric Schotte          |           |
| 1960                      | Arthur Decabooter      | Edgard Sorgeloos       | Julien Schepens          |           |
| 1961                      | Maurice Meuleman       | Romain Van Wynsberghe  | Leon Van Daele           |           |
| 1962                      | Martin van Geneugden   | Piet Rentmeester       | Piet van Est             |           |
| 1963                      | Clément Roman          | Dieter Puschel         | Robert Seneca            |           |
| 1964                      | Piet van Est           | Etienne Vercauteren    | Jos Dewit                |           |
| 1965                      | Alfons Hermans         | Julien Haelterman      | Roger De Breuker         |           |
| 1966                      | Walter Godefroot       | Willy Bocklandt        | Peter Post               |           |
| 1967                      | Daniel van Ryckeghem   | Georges Vandenberghe   | Joseph Spruyt            |           |
| 1968                      | Walter Godefroot       | Willy Monty            | Bernard Van de Kerckhove |           |
| 1969                      | Eric Leman             | Albert Van Vlierberghe | Willy Van Neste          |           |
| 1970                      | Daniel van Ryckeghem   | Eric Leman             | Frans Verbeeck           |           |
| 1971 edición no realizada |                        |                        |                          |           |
| 1972                      | Marc Demeyer           | Noël Vantyghem         | Eddy Verstraeten         |           |
| 1973                      | Roger Loysch           | Jozef Abelshausen      | Freddy Maertens          |           |
| 1974                      | Louis Verreydt         | Ronald De Witte        | René Pijnen              |           |
| 1975                      | Cees Priem             | Tino Tabak             | Roger Swerts             |           |
| 1976                      | Willy Planckaert       | Marc Demeyer           | Walter Planckaert        |           |
| 1977                      | Walter Planckaert      | Eric Leman             | Marc Demeyer             |           |
| 1978                      | Jos Schipper           | Frank Hoste            | Guido Van Sweevelt       |           |
| 1979                      | Gustaaf Van Roosbroeck | Walter Planckaert      | Jan Raas                 |           |
| 1980                      | Johan van der Meer     | Jan Raas               | Guido Van Sweevelt       |           |
| 1981                      | Frank Hoste            | Cees Priem             | Gerrit Van Gestel        |           |
| 1982                      | Jan Raas               | Jean-Luc Vandenbroucke | Eddy Vanhaerens          |           |
| 1983                      | Etienne De Wilde       | Jan Raas               | Eric Vanderaerden        |           |
| 1984                      | Walter Planckaert      | Rudy Matthijs          | Marc Sergeant            |           |
| 1985                      | Eddy Planckaert        | Eric Vanderaerden      | Jozef Lieckens           |           |
| 1986                      | Eric Vanderaerden      | Adrie van der Poel     | Peter Stevenhaagen       |           |
| 1987                      | Jelle Nijdam           | Herman Frison          | Sean Kelly               |           |
| 1988                      | John Talen             | Alfons De Wolf         | Nico Verhoeven           |           |
| 1989                      | Dirk De Wolf           | Theo de Rooij          | Johan Museeuw            |           |
| 1990                      | Edwig van Hooydonck    | Adrie van der Poel     | Marc Sergeant            |           |
| 1991                      | Eric Vanderaerden      | Uwe Raab               | Remig Stumpf             |           |
| 1992                      | Olaf Ludwig            | Michel Zanoli          | Jean-Pierre Heynderickx  |           |
| 1993                      | Johan Museeuw          | Franco Ballerini       | Jo Planckaert            |           |
| 1994                      | Carlo Bomans           | Marc Sergeant          | Ludwig Willems           |           |
| 1995                      | Jelle Nijdam           | Tom Steels             | Adriano Baffi            |           |
| 1996                      | Tristan Hoffman        | Edwig van Hooydonck    | Brian Holm               |           |
| 1997                      | Andréi Chmil           | Ludovic Auger          | Hans De Clercq           |           |
| 1998                      | Tom Steels             | Johan Capiot           | Andréi Chmil             |           |
| 1999                      | Johan Museeuw          | Michel Vanhaecke       | Chris Peers              |           |
| 2000                      | Tristan Hoffman        | Peter van Petegem      | Lars Michaelsen          |           |
| 2001                      | Niko Eeckhout          | Wilfried Peeters       | Arvis Piziks             |           |
| 2002                      | Baden Cooke            | László Bodrogi         | Jo Planckaert            |           |
| 2003                      | Robbie McEwen          | Baden Cooke            | Max van Heeswijk         |           |
| 2004                      | Ludovic Capelle        | Jaan Kirsipuu          | Roger Hammond            |           |
| 2005                      | Niko Eeckhout          | Roger Hammond          | Gabriele Balducci        |           |
| 2006                      | Frederik Veuchelen     | Jeremy Hunt            | Lloyd Mondory            |           |
| 2007                      | Tom Boonen             | Niko Eeckhout          | Stuart O'Grady           |           |
| 2008                      | Sylvain Chavanel       | Steven de Jongh        | Niko Eeckhout            |           |
| 2009                      | Kevin Van Impe         | Niko Eeckhout          | Tom Boonen               |           |
| 2010                      | Matti Breschel         | Björn Leukemans        | Niki Terpstra            |           |
| 2011                      | Nick Nuyens            | Geraint Thomas         | Tyler Farrar             |           |
| 2012                      | Niki Terpstra          | Sylvain Chavanel       | Koen De Kort             |           |
| 2013                      | Oscar Gatto            | Borut Božič            | Mathew Hayman            |           |
| 2014                      | Niki Terpstra          | Tyler Farrar           | Borut Božič              |           |
| 2015                      | Jelle Wallays          | Edward Theuns          | Dylan van Baarle         |           |
| 2016                      | Jens Debusschere       | Bryan Coquard          | Edward Theuns            |           |
| 2017                      | Yves Lampaert          | Philippe Gilbert       | Alexéi Lutsenko          |           |
| 2018                      | Yves Lampaert          | Mike Teunissen         | Sep Vanmarcke            |           |
| 2019                      | Mathieu van der Poel   | Anthony Turgis         | Bob Jungels              |           |
| 2020                      | cancelada              | cancelada              | cancelada                | cancelada |
| 2021                      | Dylan van Baarle       | Christophe Laporte     | Tim Merlier              |           |
| 2022                      | Mathieu van der Poel   | Tiesj Benoot           | Thomas Pidcock           |           |
| 2023                      | Christophe Laporte     | Oier Lazkano           | Neilson Powless          |           |
| 2024                      | Matteo Jorgenson       | Jonas Abrahamsen       | Stefan Küng              |           |
| 2025                      | Neilson Powless        | Wout van Aert          | Tiesj Benoot             |           |

## Estadísticas

### Más victorias
| Ciclista             | Victorias | Años        |
| -------------------- | --------- | ----------- |
| André Rosseel        | 2         | 1948 y 1950 |
| Raymond Impanis      | 2         | 1949 y 1951 |
| Albéric Schotte      | 2         | 1953 y 1955 |
| Walter Godefroot     | 2         | 1966 y 1968 |
| Daniel Van Ryckeghem | 2         | 1967 y 1970 |
| Walter Planckaert    | 2         | 1977 y 1984 |
| Eric Vanderaerden    | 2         | 1986 y 1991 |
| Jelle Nijdam         | 2         | 1987 y 1995 |
| Johan Museeuw        | 2         | 1993 y 1999 |
| Tristan Hoffman      | 2         | 1996 y 2000 |
| Niko Eeckhout        | 2         | 2001 y 2005 |
| Niki Terpstra        | 2         | 2012 y 2014 |
| Yves Lampaert        | 2         | 2017 y 2018 |
| Mathieu van der Poel | 2         | 2019 y 2022 |

En negrilla corredores activos.

### Victorias consecutivas
- Dos victorias seguidas:
  -  Yves Lampaert (2017, 2018)

## Palmarés por países
| País           | Victorias | Último vencedor              |
| -------------- | --------- | ---------------------------- |
| Bélgica        | 54        | Yves Lampaert en 2018        |
| Países Bajos   | 15        | Mathieu van der Poel en 2022 |
| Australia      | 2         | Robbie McEwen en 2003        |
| Francia        | 2         | Christophe Laporte en 2023   |
| Estados Unidos | 2         | Neilson Powless en 2025      |
| Alemania       | 1         | Olaf Ludwig en 1992          |
| Ucrania        | 1         | Andréi Chmil en 1997         |
| Dinamarca      | 1         | Matti Breschel en 2010       |
| Italia         | 1         | Oscar Gatto en 2013          |